# Xã Toulon, Quận Stark, Illinois
Xã Toulon (tiếng Anh: Toulon Township) là một xã thuộc quận Stark, tiểu bang Illinois, Hoa Kỳ. Năm 2010, dân số của xã này là 2.420 người.